# Zoltán Kodály
Zoltán Kodály ['zɔltaːn 'kodaːj]

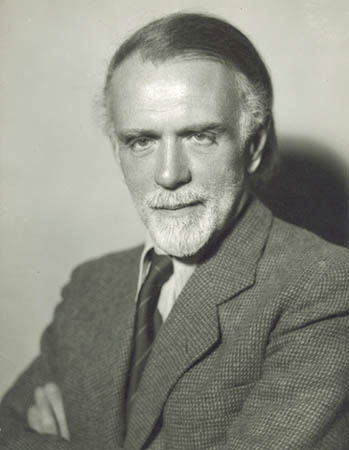
Zoltán Kodály

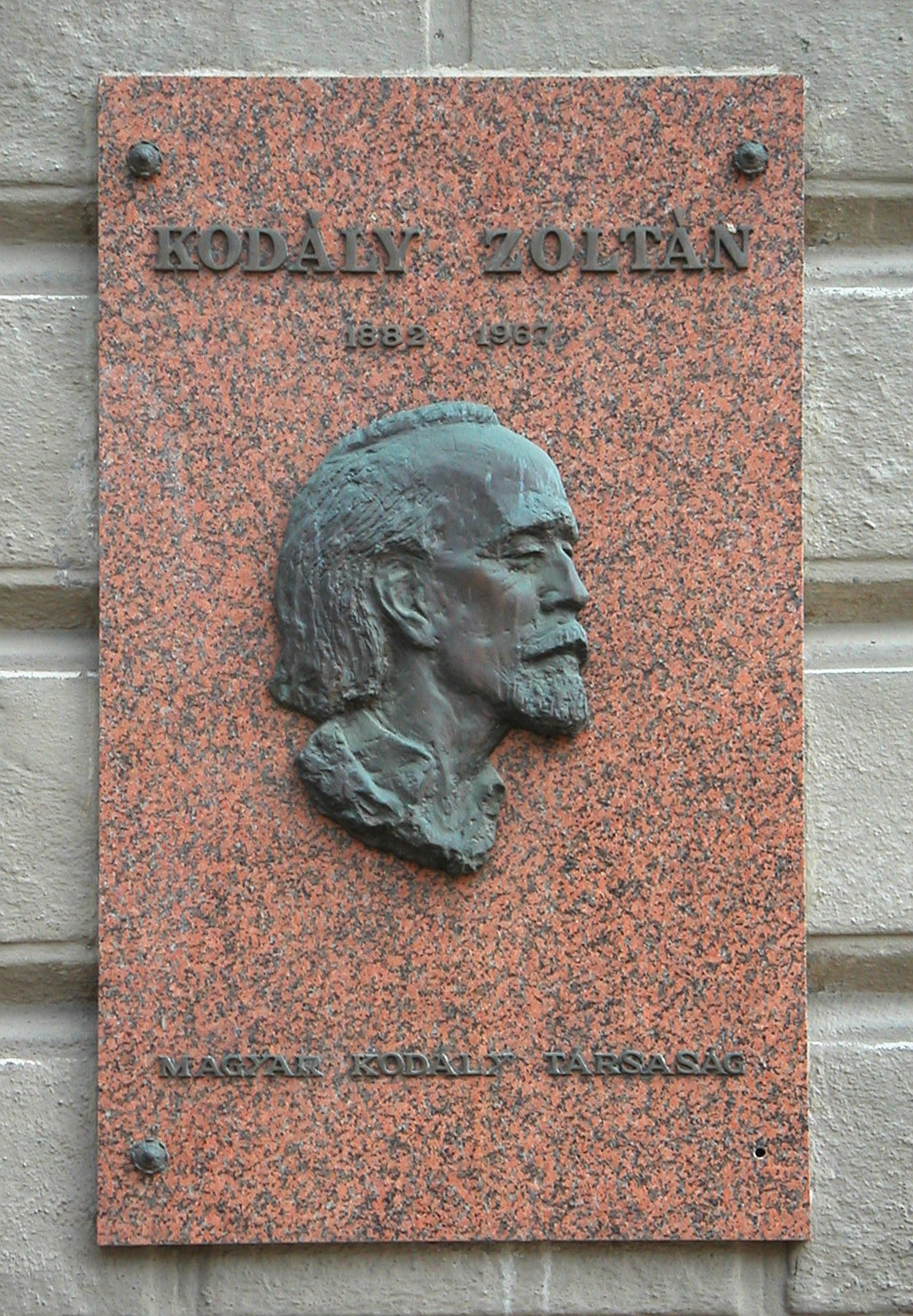
Gedenktafel in der Andrássy út in Budapest

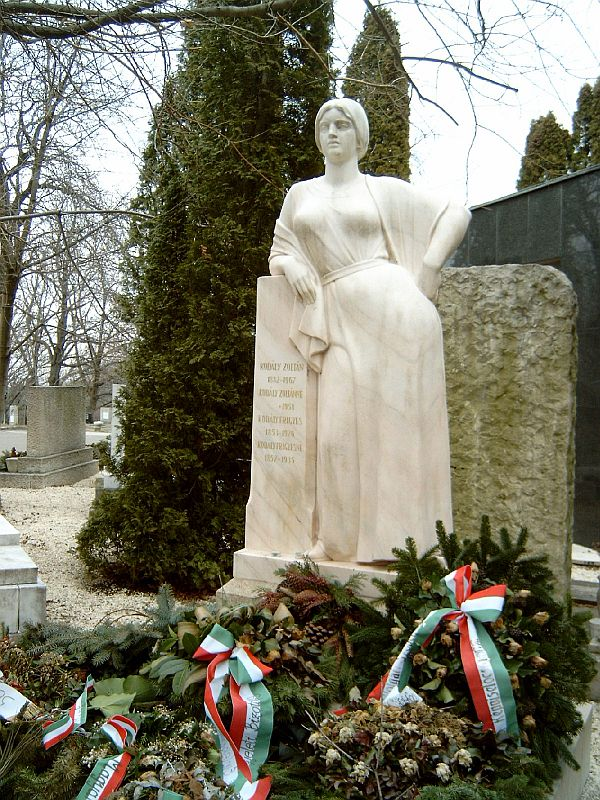
Grab von Zoltán Kodály auf dem Farkasrét-Friedhof in Budapest

– auf Ungarisch eigentlich Kodály Zoltán – (* 16. Dezember 1882 in Kecskemét; † 6. März 1967 in Budapest) war ein ungarischer Komponist, Musikpädagoge und Musikethnologe.

## Leben
Kodály begann bereits in frühen Jahren das Violinspiel. Von seinem Vater, einem begabten Amateurmusiker, lernte der Sohn musikalische Grundbegriffe. Seit 1900 studierte er an der Franz-Liszt-Musikakademie in Budapest das Fach Komposition bei Hans von Koessler. Kodály wurde mit der Dissertation Über Strophenbau im ungarischen Volkslied promoviert. Seit 1907 lehrte er erst Musiktheorie und dann auch Komposition an der Musikakademie, die Franz Liszt im Jahr 1875 gegründet hatte. Zu Kodálys Kompositionsschülern gehörten unter anderem Anton Kontra, Lajos Bárdos, Gábor Darvas, Antal Doráti, Ferenc Farkas, Zoltán Gárdonyi, György Sebők, Rezső Sugár und Emma Schlesinger, die Kodály 1910 heiratete.
Seit 1905 beteiligte sich Zoltán Kodály in Ungarn an der Volksliedforschung, die sein Freund Béla Bartók anregte und betrieb. Insgesamt sammelte Kodály über 3500 ungarische Volkslieder, deren Eigenart er wissenschaftlich untersuchte. Nach Kodály ist das Volkslied der Höhepunkt und die Blüte der Volkskultur und ein eindeutiger Beweis für die lebendige, schöpferische Kraft des Volkes. Die erste Publikation erschien 1906.
Während des Ersten Weltkrieges war Kodály musikalischer Mitarbeiter von Béla Bartók im k.u.k. Kriegsministerium. Bartók leitete die Musikabteilung des Kriegspressequartiers in Budapest – gemeinsam mit dem Dirigenten und Komponisten Bernhard Paumgartner, der dieselbe Funktion in Wien bekleidete.
Als 1938 die Regierung Ungarns „Judengesetze“ auf Wunsch des NS-Staats erließ, unterzeichneten 61 Prominente Ungarns medienwirksam, aber erfolglos einen Protest gegen die Judengesetze. Zu ihnen gehörten neben Zoltán Kodály auch Béla Bartók und Zsigmond Móricz.
1942 wurde Kodály emeritiert. Nach dem Zweiten Weltkrieg übernahm er das Präsidentenamt des Ungarischen Kunstrats. Seit 1963 war er Präsident des International Council for Traditional Music (ICTM). Von 1961 bis 1967 arbeitete Kodály als Chefredakteur der Zeitschrift Studia musicologica Academiae Scientiarum Hungaricae.

## Kodály-Methode
Kodály beschäftigte sich mit grundlegenden Fragen der musikalischen Ausbildung und verfasste hierzu zahlreiche Bücher und Aufsätze. Die von ihm und seinem Schüler Jenő Ádám entwickelte Kodály-Methode geht von der (relativen) Solmisation des Guido von Arezzo (11. Jh.) aus. Sie stellt die gesungene Erfahrung sowie das darauf basierende Tonalitätsverständnis in den Mittelpunkt des Musikunterrichtes. Diese auch für die Laienmusik und Laienchorwesen bedeutsame und hilfreiche Methode wird mittlerweile außer in Ungarn auch in den USA, in Kanada und Japan erfolgreich verwendet.
In der oben angegebenen einflussreichen Position konnte er seine Methode im Nachkriegs-Ungarn im staatlichen Schulwesen explizit realisieren.

## Mitgliedschaften, Auszeichnungen und Ehrungen
- Kodály war von 1946 bis 1949 Präsident der Ungarischen Akademie der Wissenschaften.
- Deutsche Akademie der Künste in Berlin.
- 1958 Ehrenmitglied der International Society for Contemporary Music ISCM[7]
- 1958 assoziiertes Mitglied der Académie royale des Sciences, des Lettres et des Beaux-Arts de Belgique (Classe des Beaux-Arts)[8]
- 1963 Ehrenmitglied der American Academy of Arts and Letters[9]
- 1971 erhielt der Budapester Körönd-Platz den Namen Kodály körönd.
- 2001 wurde der Asteroid (10918) Kodaly nach ihm benannt.

## Werkauswahl
Die Werke sind oft unter ungarischen Namen bekannt.

### Geistliche Werke
- 1923: Psalmus Hungaricus
- 1936: Budavári Te Deum
- 1944: Missa brevis (Orgelfassung / Orchesterfassung)
- 1963: Adventi ének
- 1966: Laudes organi

### Bühnenwerke/Singspiele
- 1926: János Háry, ung. Háry János – Seine Abenteuer von Groß-Abony bis zur Wiener Hofburg – Singspiel in vier Abenteuern mit Vorspiel und Nachspiel
- 1924–1932: Szekely fonó (Die Spinnstube; auch: Szekler Spinnstube) – ungarisches Lebensbild aus Siebenbürgen in einem Akt
- 1946–1948: Panna Czinka, ung. Czinka Panna

### Orchesterwerke
- 1906 (1926–1930): Nyári este (Sommerabend)
- 1927: János Háry Suite, ung. Háry János Suite oder Háry János szvit
- 1930: Marosszéker Tänze
- 1933: Tänze aus Galanta
- 1937: Variationen über das ungarische Volkslied Der Pfau
- 1940: Konzert für Orchester
- 1953: Minuetto serio
- 1961: Sinfonie

### Kammermusik
- 1898: Romance lyrique für Cello und Klavier
- 1910: Adagio für Violine/Viola/Cello und Klavier
- Sonate für Cello und Klavier op. 4
- Sonate für Cello solo op. 8
- Sonatina für Cello und Klavier
- Duo für Violine und Cello op. 7
- Streichquartett Nr. 1 op. 2
- Streichquartett Nr. 2 op. 10

### Klaviermusik
- 9 Klavierstücke op. 3
- 7 Klavierstücke op. 11

## Zitate
„Noch eine [...] Möglichkeit gibt es, den Einfluss von Bauernmusik in einer Komposition nachzuweisen: wenn weder Bauernweisen noch ihre Imitationen offenliegen, wohl aber die Musik mit ihrer ganzen eigentümlichen Atmosphäre durchwalten. Hier können wir dann sagen, dass der Komponist das Wesen der Bauernmusik gänzlich in sich aufgesogen, sie zu seiner musikalischen Muttersprache gemacht hat, sie so vollkommen beherrscht wie ein Poet. In der ungarischen Musik darf als bestes Beispiel für diesen Typ die Musik Kodálys angesehen werden. Es wird genügen, wenn ich den Psalmus hungaricus anführe, der niemals ohne ungarische Bauernmusik (aber natürlich auch nicht ohne Kodály) entstanden wäre“

## Diskographie (Auswahl)
- Kodály dirigiert Kodály. DGG Dokumente.
- OE1 Klassiker, Volume 10 (Janáček und Kodály). ORF, 2004.
- The choral music of Kodály. Hungaroton Classic, HCD 31697.